# Exostigma
 Exostigma  G.Sancho, 2012 è un genere di piante angiosperme dicotiledoni della famiglia delle Asteraceae, sottofamiglia Asteroideae, tribù Astereae (Baccharis lineage) e sottotribù Baccharidinae.

## Etimologia
Il nome del genere deriva dal greco antico "exo" (ἔξω), che significa "fuori", e "stigma" (στίγμα), che significa "stigma". Il nome fa riferimento alla posizione sporgente degli stimmi dei fiori del raggio.
Il nome scientifico del genere è stato definito dalla botanica Gisela Sancho nella pubblicazione " Systematic Botany; Quarterly Journal of the American Society of Plant Taxonomists" ( Syst. Bot. 37(2): 516) del 2012.

## Descrizione
Portamento. Le specie di questo genere hanno un habitus di tipo erbaceo perenne.
Fusto. La parte aerea è eretta, striata e semplice. La parte sotterranea può essere rizomatosa e fibrosa.
Foglie. Le foglie sono disposte in modo alternato e sessile. La lamina è intera con forme da strettamente ellittiche a strettamente obovate. I margini distalmente sono crenati o dentati. Le foglie cauline sono progressivamente ridotte. La superficie è percorsa da 1 – 3 nervi.
Infiorescenza. Le sinflorescenze sono composte da diversi capolini raccolti in formazioni corimbose. Le infiorescenze vere e proprie sono composte da un capolino terminale brevemente peduncolato normalmente di tipo disciforme eterogamo. I capolini sono formati da un involucro, con forme più o meno cilindriche, composto da diverse brattee, al cui interno un ricettacolo fa da base ai fiori di due tipi: fiori del raggio e fiori del disco. Le brattee, non carenate, con forme lineari-ovate e a consistenza erbacea, sono disposte in modo più o meno embricato e scalato su poche serie. Il ricettacolo, alveolato, è nudo ossia senza pagliette a protezione della base dei fiori; la forma è subconvessa.
Fiori.  I fiori sono tetra-ciclici (formati cioè da 4 verticilli: calice – corolla – androceo – gineceo) e pentameri (calice e corolla formati da 5 elementi). Si distinguono in:
- fiori del raggio (esterni): sono femminili e sono disposti su 2 - 3 serie; sono principalmente filiformi (zigomorfi);
- fiori del disco (centrali): sono più numerosi con forme tubulose (attinomorfe); sono ermafroditi.

- Formula fiorale:

*/x K {\displaystyle \infty }, [C (5), A (5)], G 2 (infero), achenio
- Calice: i sepali del calice sono ridotti ad una coroncina di squame.

- Corolla: 
  - fiori del raggio: la forma della corolla alla base è tubulosa, mentre all'apice è filiforme-ligulata (lo stilo sporge dalla corolla); il lembo finale è bifido o lobato;
  - fiori del disco: la forma è imbutiforme-tubulare divaricata in 5 brevi lobi; i lobi, patenti o eretti, hanno una forma deltata o più o meno lanceolata; il colore normalmente è giallo.

- Androceo: l'androceo è formato da 5 stami sorretti da filamenti generalmente liberi; gli stami sono connati e formano un manicotto circondante lo stilo; le teche (produttrici del polline) alla base sono troncate e sono lievemente auricolate (molto raramente sono speronate o hanno una coda); le appendici apicali delle antere hanno delle forme ovate e subottuse; il tessuto endoteciale (rivestimento interno dell'antera) è quasi sempre polarizzato (con due superfici distinte: una verso l'esterno e una verso l'interno). Il polline è sferico con un diametro medio di circa 25 micron;  è tricolporato (con tre aperture sia di tipo a fessura che tipo isodiametrica o poro) ed è echinato (con punte sporgenti).[10][12]

- Gineceo: l'ovario è infero uniloculare formato da 2 carpelli.[6] Lo stilo (il recettore del polline) è profondamente bifido (con due stigmi divergenti) e con le linee stigmatiche marginali separate.[13] I due bracci dello stilo hanno una forma lineare-ellittica e possono essere papillosi.

Frutti. I frutti sono degli acheni con pappo:
- achenio: è piccolo e di colore marrone chiaro; la forma è ellittica compressa con 2 coste (o nervi) longitudinali appena visibili;
- pappo: è peloso composto da setole disposte su una (o raramente più serie).

## Biologia
Impollinazione: l'impollinazione avviene tramite insetti (impollinazione entomogama tramite farfalle diurne e notturne).

Riproduzione: la fecondazione avviene fondamentalmente tramite l'impollinazione dei fiori (vedi sopra).

Dispersione: i semi (gli acheni) cadendo a terra sono successivamente dispersi soprattutto da insetti tipo formiche (disseminazione mirmecoria). In questo tipo di piante avviene anche un altro tipo di dispersione: zoocoria. Infatti gli uncini delle brattee dell'involucro (se presenti) si agganciano ai peli degli animali di passaggio disperdendo così anche su lunghe distanze i semi della pianta. Inoltre per merito del pappo il vento può trasportare i semi anche a distanza di alcuni chilometri (disseminazione anemocora).

## Distribuzione e habitat
Le specie di questo genere sono distribuite in Sud America.

## Sistematica
La famiglia di appartenenza di questa voce (Asteraceae o Compositae, nomen conservandum) probabilmente originaria del Sud America, è la più numerosa del mondo vegetale, comprende oltre 23.000 specie distribuite su 1.535 generi, oppure 22.750 specie e 1.530 generi secondo altre fonti (una delle checklist più aggiornata elenca fino a 1.679 generi). La famiglia attualmente (2021) è divisa in 16 sottofamiglie; la sottofamiglia Asteroideae è una di queste e rappresenta l'evoluzione più recente di tutta la famiglia.

### Filogenesi
La tribù Astereae (una delle 21 tribù della sottofamiglia Asteroideae) comprende circa 40 sottotribù. In base alle ultime ricerche nella tribù sono stati individuati (provvisoriamente) 5 principali lignaggi:
- Basal grade: include alcuni generi isolati, il gruppo "South American-Oceania",  alcune sottotribù africane e il gruppo dei generi legnosi del Madagascar.
- Bellis lineage: comprende le sottotribù eurasiatiche e una sottotribù africana.
- Aster lineage: include i generi asiatici di Asterinae e i principali gruppi dell'Australia e dell'Oceania.
- Baccharis lineage: include alcuni gruppi sudamericani.
- North American lineage: include la vasta gamma di sottotribù del Nordamerica, Messico e alcuni gruppi distribuiti nel Sudamerica.

Il genere  Exostigma (insieme alla sottotribù Baccharidinae) è incluso nel lignaggio "Baccharis lineage" relativo agli areali del Sud America. La sottotribù Baccharidinae è divisa in 9 gruppi. Il genere di questa voce è incluso nel " Baccharis group".
I caratteri distintivi del genere sono:
- i fiori del raggio sono filiformi;
- lo stilo sporge dalle corolle dei fiori del raggio;
- gli acheni hanno due coste appena visibili.

### Elenco delle specie
Questo genere ha 2 specie:
- Exostigma notobellidiastrum (Griseb.) G.Sancho
- Exostigma rivulare  (Gardner) G.Sancho